# Ewald Stomberg
Anders Ewald Stomberg, född 15 maj 1876 i Gullereds församling, Älvsborgs län, död 15 januari 1959, var en svensk journalist. Han var farfar till Cajsa S. Lund.
Hans föräldrar var sågverksägaren Svante Stomberg och Ida Johansson. Han var gift med en dotter till en handlande, Hildur Hedelin.
Han tog studentexamen vid Jönköping högre allmänna läroverk 1895 och blev medarbetare i Småland 1895–1896, Dagens Nyheters Malmöredaktion 1896. Åren 1896–1907 återfanns han vid Göteborgs-Posten, från och med 1897 som redaktionssekreterare. Åren 1898–1911 var han även notischef på Svenska Dagbladet, dess redaktionssekreterare 1911–1918 och andre redaktör 1918–1924.
Stomberg var även chef för Åhlén & Åkerlunds tidningsavdelning 1922–1923. Samma period  var han redaktör för Vecko-Journalen.  Han var huvudredaktör för Sydsvenska Dagbladet Snällposten 1923–1928, för Stockholms Dagblad 1928–1931, för Stockholms-Tidningen-Stockholms Dagblad 1931–1937 och andre redaktör på Svenska Dagbladet 1937–1942.